# Louis Gabriel Philibert Debranges
Louis Gabriel Philibert Debranges, né le 10 février 1738 à Louhans et décédé le 11 avril 1821 dans la même ville, est un avocat et homme politique français.

## Biographie
Avocat à Louhans, il en est maire de 1790 à 1792, puis devient procureur syndic du département. Il est sous-préfet de Louhans de 1800 à 1815. Il est vraisemblablement le doyen de la Chambre des représentants à son élection le 12 mai 1815.

## Sources
- « Louis Gabriel Philibert Debranges », dans Adolphe Robert et Gaston Cougny, Dictionnaire des parlementaires français, Edgar Bourloton, 1889-1891 [détail de l’édition]